# エヴプラクシヤ・プスコフスカヤ
エヴフロシニア（修道院における名前: エヴプラクシヤ・プスコフスカヤ ロシア語: Евпраксия Псковская：「プスコフのエヴプラクシヤ」の意。? - 1243年5月8日）は、ポロツク公ログヴォロドの子である。ロシア正教会によってブラゴヴェルヌィー(ru)として列聖されており、その記憶日はユリウス暦の10月16日である。

## 生涯
エヴプラクシヤはポロツク公家に生まれ、プスコフ公ヤロスラフの妻となった。しかし、ルーシの正教よりもカトリックに傾倒した夫のヤロスラフは、所領のプスコフを追われてリヴォニアへと移り（リヴォニアには、リヴォニア帯剣騎士団などドイツ・カトリック系勢力が進出していた。また、伝承ではこの時にドイツ人の妻を迎えたといわれる。）、ドイツ人騎士団と共にルーシ圏の都市イズボルスクを数度に渡って攻撃した。1231年にはイズボルスクを陥落させている。一方、夫が出奔した後、エヴプラクシヤは正教徒として極めて敬虔な生活を志向した。1243年に、プスコフに前駆授洗イオアン記念修道院(ru)を建設し、またヴェリーカヤ川の岸辺には前駆授洗イオアン記念女子修道院を建設して、その初代典院となった。
しかし、同年にかつての夫であるヤロスラフに招かれてリヴォニアへ向かったところ、5月8日にオデンペ(ru)で、継子（ヤロスラフと2番目の（おそらくドイツ人の）妻との子）によって殺害された。遺体は自身の建設したプスコフの聖イオアン記念修道院の大聖堂に埋葬された。エヴプラクシヤを描いた2つのイコンが残されている。